# Wano Merabischwili

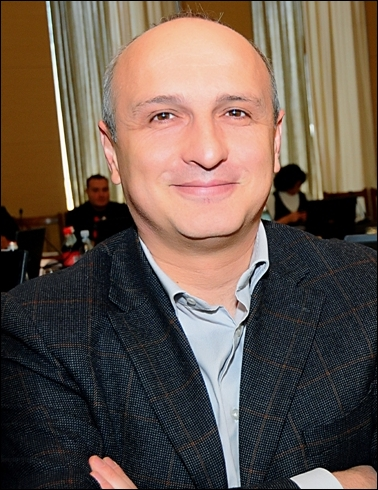
Wano Merabischwili (2012)

Iwane (Wano) Merabischwili (georgisch ივანე (ვანო) მერაბიშვილი; * 15. April 1968 in Ude, Bezirk Adigeni, Samzche-Dschawachetien) ist ein georgischer Politiker (Vereinte Nationale Bewegung). Von Dezember 2004 bis Juni 2012 war er Innenminister Georgiens, anschließend vier Monate Premierminister. Seit Oktober 2012 ist er Generalsekretär seiner Partei.

## Leben
1985 legte er an der Oberschule in Achalziche das Abitur ab. Er studierte an der Georgischen Technischen Universität in Tiflis Geodäsie, schloss seine akademische Ausbildung 1992 als Ingenieur ab. Drei Jahre blieb er als Laborassistent an der Universität. 1995 wurde er Vorsitzender der Vereinigung zur Verteidigung der Rechte der Landbesitzer.
1999 wurde er auf der Liste der Georgischen Bürgerunion in das Parlament gewählt, übernahm 2000 den Vorsitz des parlamentarischen Wirtschaftsausschusses. Er profilierte sich als scharfer Kritiker Präsident Eduard Schewardnadses, dem er mangelndes Interesse an Reformen und eine nachlässige Haltung gegenüber Korruption und Clanwirtschaft vorwarf. Im August 2001 stellte er sich hinter den von Schewardnadse abgelehnten Gesetzentwurf Justizminister Micheil Saakaschwilis, der eine Enteignung illegal erworbenen Vermögens vorsah.
Im Herbst 2002 organisierte er Massenproteste gegen die Fälschung von Lokalwahlen in Georgien, musste sich dafür gegenüber dem Generalstaatsanwalt verantworten. Im Oktober 2002 gründete er mit Saakaschwili die Oppositionspartei Nationale Bewegung (heute: Nationale Bewegung – Demokraten), wurde ihr Generalsekretär. 2003 reiste er nach Belgrad und nahm Kontakte zur früheren serbischen Opposition auf, die Präsident Slobodan Milošević gestürzt hatte. Rund 1.500 Mitglieder der Nationalen Bewegung wurden im Mai und Juni anhand des serbischen Modells in Zwei-Tages-Kursen auf politischen Aktionismus zum Sturz Schewardnadses vorbereitet.
Nach der Amtseinführung Präsident Saakaschwilis übernahm Merabischwili verschiedene Staatsämter: Am 26. Januar 2004 wurde er Sekretär des Nationalen Sicherheitsrats Georgiens, bereitete ein Gesetzespaket zur Bekämpfung der Korruption vor und organisierte die militärische Drohkulisse zur Ablösung des adscharischen Machthabers Aslan Abaschidse. Im Juni 2004 wurde er Staatssicherheitsminister. Von Dezember 2004 bis Juni 2012 war er Innenminister Georgiens. In einer Analyse der International Crisis Group (ICG) wurde er als „der mächtigste Insider nach dem Präsidenten“ bezeichnet.
Am 30. Juni 2012 wurde er von Saakaschwili zum Premierminister ernannt. Das georgische Parlament stimmte dem Vorschlag am 4. Juli 2012 zu. Nach den Parlamentswahlen 2012 verlor er das Regierungsamt. Seit Oktober 2012 ist er wieder Generalsekretär der Vereinten Nationalen Bewegung.
Im Mai 2013 wurde Merabischwili verhaftet. Ihm wurde vorgeworfen 5,2 Millionen GEL öffentlicher Mittel rechtswidrig für den Wahlkampf von Präsident Saakaschwili 2012 abgezweigt zu haben. Weitere Anklagepunkte betrafen Amtsbrauch und eine Verwicklung in den Mord an dem Bankangestellten Sandro Girgwliani 2006. Vertreter der Vereinten Nationalen Bewegung sprachen von einer politisch motivierten Kampagne. Im Februar 2014 wurde Merabischwili vom Tiflisser Stadtgericht wegen der Niederschlagung einer oppositionellen Demonstration im Mai 2011 zu viereinhalb Jahren Gefängnis verurteilt.
Im Juni 2016 hat der Europäische Gerichtshof für Menschenrechte die georgische Regierung im Fall „Wano Merabischwili gegen Georgien“ wegen der Untersuchungshaft des früheren Regierungschefs verurteilt. Das Gericht hielt Merabischwilis Beschwerde, wonach die Untersuchungshaft ihn von der politischen Bühne fernhalten und die politische Opposition schwächen wolle, für gerechtfertigt und sprach ihm eine Entschädigung von 8.000 Euro zu.  